# Hermann Schlegel
Hermann Schlegel (Altenburg, 10 giugno 1804 – Leida, 17 gennaio 1884) è stato un ornitologo ed erpetologo tedesco.

## I primi anni e l'educazione
Schlegel, figlio di un fonditore d'ottone, nacque ad Altenburg. Suo padre collezionava farfalle, le quali stimolarono in Schlegel l'interesse per la storia naturale. La scoperta, per caso, di un nido di poiana lo condusse allo studio degli uccelli e ad un incontro con Christian Ludwig Brehm.
Schlegel iniziò a lavorare con suo padre, ma si ritirò ben presto. Nel 1824 compì un viaggio a Vienna, dove, all'università, seguì le lezioni di Leopold Fitzinger e di Johann Jacob Heckel. Una lettera di presentazione scritta da Brehm a Joseph Natterer gli fece ottenere un posto al Naturhistorisches Museum.

## Carriera ornitologica
Un anno dopo il suo arrivo, il direttore di questo museo di storia naturale, Carl Franz Anton Ritter von Schreibers, lo raccomandò a Coenraad Jacob Temminck, direttore del museo di storia naturale di Leida, che stava cercando un assistente. Agli inizi Schlegel lavorò soprattutto sulla collezione di rettili, ma ben presto il suo campo di attività si estese ad altri gruppi zoologici. Schlegel avrebbe dovuto recarsi a Giava per conto della Commissione di Storia Naturale, ma la morte prematura del previsto successore di Temminck, Heinrich Boie, gli impedì di realizzare questo progetto.
Fu in questi anni che Schlegel incontrò Philipp Franz von Siebold. Divennero ben presto buoni amici e collaborarono nella stesura di Fauna Japonica (1845-1850).

## Direttore del museo di storia naturale
Quando agli inizi del 1858 Temminck morì, Schlegel succedette a lui come direttore del museo di storia naturale, dopo aver passato 33 anni sotto la sua direzione. Schelgel era particolarmente interessato all'Asia sud-orientale e nel 1857 inviò suo figlio Gustav in Cina a collezionare uccelli. All'arrivo Gustav scoprì di essere stato preceduto da Robert Swinhoe. Nel 1859 Schlegel inviò Heinrich Agathon Bernstein a collezionare uccelli in Nuova Guinea. Dopo la morte di Bernstein, nel 1865, questo incarico passò ad Hermann von Rosenberg.
Schlegel assunse un giovane assistente, Otto Finsch. Nello stesso tempo, iniziò a pubblicare una rivista scientifica, Appunti dal Museo di Leida, ed una vasta opera di 14 volumi, Muséum d'histoire naturelle des Pays-Bas (1862-1880). Per quest'opera scritturò tre valenti illustratori: John Gerrard Keulemans, Joseph Smit e Joseph Wolf.
Gli ultimi anni della vita di Schlegel furono piuttosto tormentati: sua moglie morì nel 1864, Finsch si trasferì a Brema e le collezioni del British Museum iniziarono ad oscurare quelle di Leida.